# Malîșivka, Starokosteantîniv
Malîșivka (în ucraineană Малишівка) este un sat în comuna Irșîkî din raionul Starokosteantîniv, regiunea Hmelnîțkîi, Ucraina.

## Demografie
Componența lingvistică a localității Malîșivka
     Ucraineană (100%)
Conform recensământului din 2001, toată populația localității Malîșivka era vorbitoare de ucraineană (100%).